# Raccordo autostradale 2
Der Raccordo autostradale 2 (italienisch für ‚Autobahnzubringer 2‘) ist ein Autobahnzubringer im Süden Italiens, der die Städte Salerno und Avellino sowie die A3 mit der A16 verbindet. Er liegt in der italienischen Region Kampanien.
Das Decreto Legislativo 29 ottobre 1999, n.461 hat den RA 2 nicht in das Autobahnnetz Italiens aufgenommen, sondern ihn als Straße von nationalen Interesse eingestuft. 2001 erhielt er aufgrund des Decreto del Presidente del Consiglio dei Ministri del 21 settembre 2001 die Bezeichnung RA 2.
An den Hinweistafeln auf der Trasse kommt die Bezeichnung RA2 jedoch nicht vor. Die Hinweistafeln am Beginn des Autobahnzubringer zeigen raccordo autostradale Salerno-Avellino, auf dem Rest der Strecke raccordo SA-AV.
Verwaltet wird der Autobahnzubringer von der ANAS.
Der RA 2 ist mit je zwei Fahrspuren pro Richtung ausgebaut, ohne Standstreifen. Außerdem ist er Bestandteil der Europastraße 841.
Bislang ist der RA 2, wie alle von der ANAS betreuten Strecken, mautfrei.

## Ausbau zur Autobahn
Im Jahr 2020/2021 soll der Ausbau des RA2 zur Autobahn in Auftrag gegeben werden. Dabei werden die Fahrbahnen verbreitert und mit einem Standstreifen versehen. Des Weiteren soll die gesamte Strecke bei der Anschlussstelle Avellino est in die A16 münden. Dazu wird außerdem der Abschnitt der A2 zwischen den beiden Knoten mit der A30 und der A2dir NA 3-streifig pro Fahrtrichtung ausgebaut. Nach Abschluss der Bauarbeiten soll der gesamte RA2 zu einem Teilstück der A2 aufgestuft werden. Für diesen Abschnitt ist die Einführung einer Maut angedacht.